# Jean-Baptiste Boussingault
Pour les articles homonymes, voir Boussingault.
Jean Baptiste Boussingault, né le 12 pluviôse an IX (1er février 1801) à Paris 8e et mort le 11 mai 1887 à Paris 11e, est un chimiste, botaniste et agronome français.
Connu pour ses travaux de chimie agricole et pour la mise au point des premiers aciers au chrome, il est le père de l’économie rurale et le créateur de l'agronomie.

## Biographie
Fils de la fille du bourgmestre de Wetzlar et d’un ancien soldat, qui tenait un bureau de tabac rue de la Parcheminerie, incapable de supporter le lycée napoléonien, Boussingault était vers 1814 un gamin de Paris qui faisait l'école buissonnière pour observer les soldats des armées d'occupation. Il se forme en autodidacte en suivant les cours publics du Collège de France et du Muséum national d'histoire naturelle.
Apprenant la création de l’École des mineurs de Saint-Étienne, il rejoint l’établissement sac au dos en décembre 1818, fait la connaissance de Benoît Fourneyron et découvre la qualité du laboratoire de chimie. Le directeur Louis-Antoine Beaunier, enthousiasmé par ses capacités, lui confie bientôt des expériences et il démontre que l’acier contient du silicium. Classé hors concours, il sort avec son brevet en juillet 1820.
Il se lie dans le même temps d'amitié avec le géographe Alexander von Humboldt, qui lui confie une collection de minéraux et le conseille pour ses futurs voyages.
Le général Simón Bolívar souhaitant fonder un établissement pour former des ingénieurs, Boussingault, recommandé par Alexander von Humboldt, s’embarque en septembre 1822 pour La Guaira avec le jeune scientifique péruvien Mariano Eduardo de Rivero. Dans des échantillons des dépôts des Urao Lagune, il découvre le minéral gaylussite, nommé en l'honneur du chimiste français Gay-Lussac. Il rencontre, à Bogota en mai 1823, Bolivar qui l’attache à son état-major avec le grade de colonel. Il se livre à de nombreuses observations scientifiques qui contribuent à sa renommée, et il commence à s’intéresser aux questions agricoles.
Boussingault, fidèle à sa vocation d'ingénieur des mines, part avec 45 000 francs-or pour la Grande Colombie, où il dirige la Compagnie de la Vega de Supia, en accueillant 150 mineurs britanniques. La richesse en or et en argent du gisement avait déjà été décrite par Humboldt.
En 1831, il tente, son fidèle baromètre Fortin, qui lui servait à déterminer les altitudes, en bandoulière, l'ascension du Chimborazo, volcan d’Équateur culminant à 6 268 m d’altitude et situé près de Riobamba, à environ 180 km au sud de Quito. Arrivé un jour à la bouche même du volcan Galeras à Pasto, il a voulu reconnaitre quelle pouvait être la température, au fond d’un gouffre d’où s’échappaient des vapeurs brulantes. Un thermomètre à mercure ordinaire placé dans la vapeur s’élève aussitôt à 102 degrés. Quelques minutes en ce milieu auraient brisé l’instrument s’il y avait séjourné. Il a alors l’idée de descendre dans le gouffre des feuilles d’étain qui enveloppaient des tablettes de chocolat. Constatant, en les retirant, qu’elles avaient été fondues, il en conclut que la température était supérieure à celle de la fusion de l’étain : 235°. La balle de plomb d’un pistolet ayant été descendue, le plomb en ressort intact sans avoir été ramolli, la température était donc inférieure à celle de la fusion du plomb : 532°. Elle se trouvait comprise entre les deux limites extrêmes.
Pendant son séjour en Amérique du sud, il a aussi observé que le goitre était endémique dans certaines régions et pas dans d'autres, et que cela était lié à la présence d'iode dans le sel de certaines salines. En conséquence, à son retour en Europe, il propose l'utilisation de ce sel iodé pour lutter contre le goitre, bien que sa proposition n'ait pas été prise en compte.
De retour en France en 1832, ce surdoué devient docteur en sciences. Il s'attache à 36 ans à la fortune de Jean-Baptiste Dumas, dont il devient le maître de conférences en Sorbonne. Il est élu à l’Académie des sciences en 1839, puis nommé professeur de chimie et doyen de la Faculté des sciences de Lyon (1843), après être devenu en 1841 professeur à la chaire d’économie rurale au Conservatoire national des arts et métiers, créée spécialement pour lui.

## Fondation de la chimie agricole moderne
Copropriétaire, par son mariage avec une Alsacienne, du domaine de (aujourd'hui Bechelbronne, il se livre à ses expérimentations agronomiques, il va fonder de la chimie agricole moderne, inexistante avant lui.
Boussaingault est devenu célèbre par ses découvertes sur la dynamique de l'azote, le métabolisme des graisses, le rendement de la photosynthèse mais aussi la métallurgie des aciers et métaux précieux. Il effectue, en collaboration avec Dumas, des recherches sur la composition exacte de l'air atmosphérique, sur la composition en végétaux de l'alimentation des herbivores, sur la détection de l'arsenic, qui l’amène à découvrir plusieurs corps chimiques.
Son Économie rurale, publiée en 1843, fait sensation et consacre sa réputation de premier chimiste agricole. Il rassemble ses travaux sur la chimie agricole sous le titre Agronomie, chimie agricole et physiologie, dont huit volumes sont publiés entre 1860 et 1891, très vite traduits en anglais et en allemand.
Membre de l'Académie des sciences, auteur de 350 publications, il domine rapidement la chimie agricole.
Louis Pasteur vient, avec ses assistants, suivre son cours au Conservatoire pour se recycler en chimie.
Élu député du Bas-Rhin (1848-1849), il démissionne pour entrer au conseil d'État, où il siège jusqu’en 1851. Sa carrière politique s’achève avec l’avènement du Second Empire. « Il y a bien peu de savants à qui la politique ait réussi, et la science y a toujours perdu », répétait-il souvent.
Très attaché à l’Alsace, qu’il voit avec tristesse rattachée à l’Empire allemand, en 1871, il conserve des liens avec la région stéphanoise. Une de ses filles épouse le constructeur mécanicien Jean-Claude Crozet, neveu de Benoît Fourneyron, et l’autre Jules Holtzer, directeur des Forges et Aciéries d’Unieux. Ce dernier aménage pour son beau-père un laboratoire dans l’usine, pour la mise au point des aciers au chrome. Ses dernières années sont assombries par la mort prématurée de son gendre Holtzer puis par celle de son épouse. Boussingault fit nommer à l'Académie près de dix de ses collègues chimistes agricoles.
Il a été élevé successivement aux divers rangs de la Légion d’honneur, de chevalier à grand officier en 1876.
À l’issue d’obsèques célébrées au temple protestant de l'Oratoire du Louvre, il a été inhumé à Paris au cimetière du Père-Lachaise.

## Distinctions
- Grand officier de la Légion d'honneur (1876)
- Pour le Mérite

## Hommages

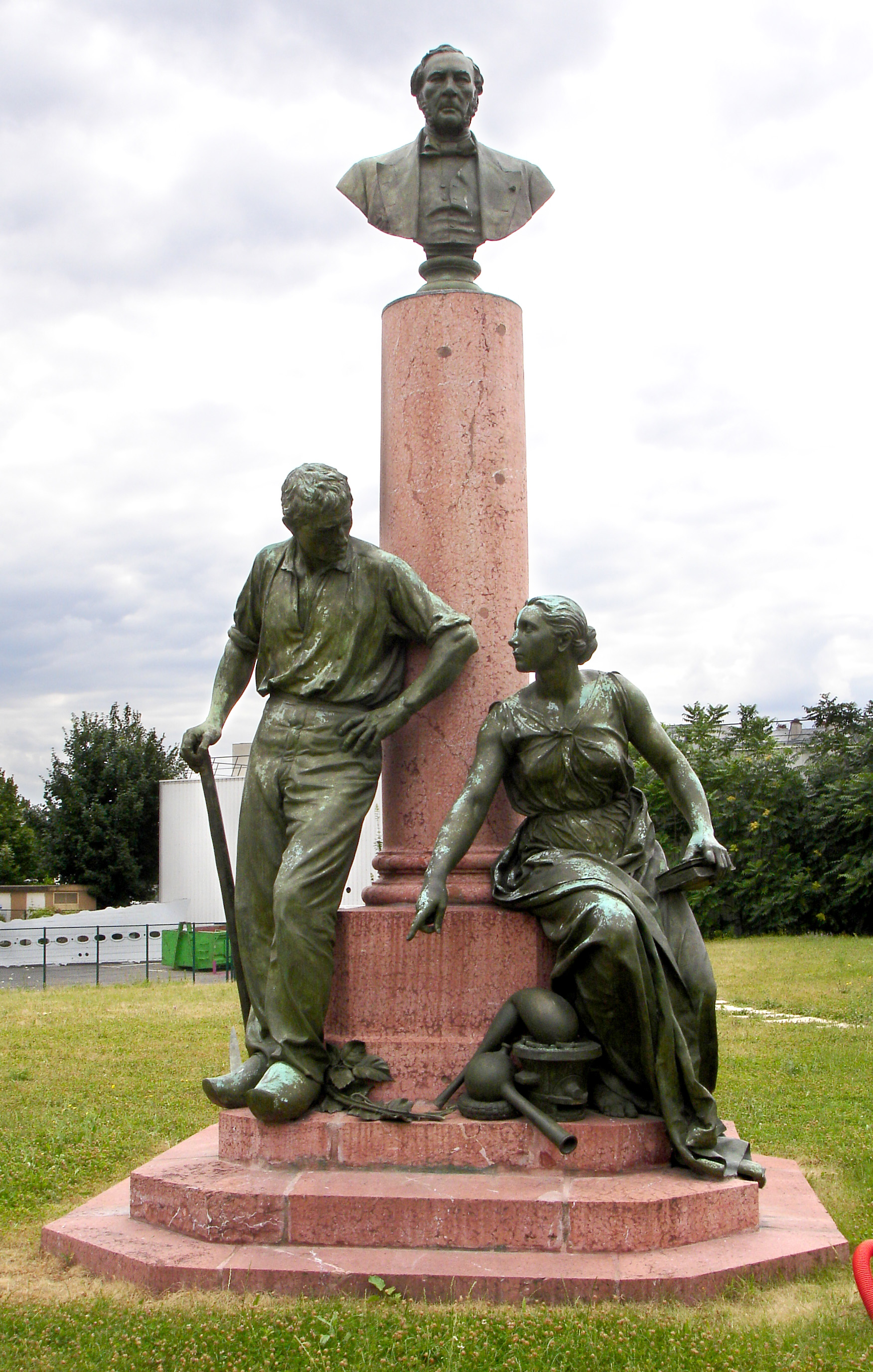
Jules Dalou, Monument à Jean-Baptiste Boussingault (1895) dans le jardin intérieur du Cnam à la Plaine Saint-Denis.

- En 1895, Jules Dalou a réalisé un Monument à Jean-Baptiste Boussingault[8], où deux figures symbolisent la Science au service de l’Agriculture. Inauguré dans la cour du Conservatoire national des arts et métiers à Paris, ce monument a d'abord été transféré dans le jardin intérieur du Cnam à la Plaine Saint-Denis, puis se trouve désormais devant le siège régional du Cnam à Ploufragan (Côtes d'Armor)[réf. nécessaire].
- Un cratère de la Lune porte le nom de Boussingault, en hommage à ce passionné des volcans.
- La boussingaultite, minéral rare, de formule (NH4)2Mg(SO4)2·6(H2O), a été ainsi nommée en son honneur.
- Son nom a été donné à une rue Boussingault à Paris, à Strasbourg, à Brest et à Avignon, et à une rue Crozet-Boussingault à Saint-Étienne.

## Œuvres et publications
- Économie rurale considérée dans ces rapports avec la chimie, la physique et la météorologie, Paris, Béchet jeune, 1843-1844, 2 vol. in-8o ; éd. augmentée, 1851, 2 vol. in-8o ; traduit en allemand et en anglais.
- Économie rurale considérée dans ses rapports avec la chimie, la physique et la météorologie, t. 1, Paris, Béchet jeune, 1843-1844 (lire en ligne sur Gallica), tome 2 sur Gallica.
- Mémoire sur la profondeur à laquelle se trouve la couche de température invariable entre les tropiques, détermination de la température moyenne de la zone torride au niveau de la mer : observations sur la détermination de la chaleur dans les Cordillères, s.l., s.n., 1834 (lire en ligne).
- Recherches sur les phénomènes chimiques qui se passent dans l'amalgamation américaine, s.l., s.n., 1834 (lire en ligne).
- Mémoires, Paris, Chamerot et Renouard, 1892-1903, 5 vol, (OCLC 903640136), tome 1 sur Gallica, tome 2 sur Gallica, tome 3 sur Gallica, tome 4 sur Gallica, tome 5 sur Gallica.
- Sur la possibilité de constater l'existence des miasmes, article (1834) de Boussingault en ligne et commenté sur le site BibNum.